# Ġbejna
Ġbejna (wym. dʒbɛɪ̯na, l. mn. ġbejniet) – okrągły serek wytwarzany na Malcie z mleka owczego lub koziego, podpuszczki i soli. Ser można przyrządzać na wiele sposobów – solony, pieprzony, marynowany, oblany ziołami lub zwykły. Uważa się, że ġbejna była pierwotnie przygotowywana z wodą morską zamiast podpuszczki jako środka do zakwaszania.

Słowo „ġbejna” jest zdrobnieniem od maltańskiego słowa „ġobna” (ser); oznacza „mały ser”, „serek”.

## Historia
Najwcześniejszy zapis słowa „ġbejna” znajduje się w leksykonie M.A. Vassalliego z 1796 roku, który zdefiniował je jako zdrobnienie od „ġobna”. Słowo to nie jest tylko maltańskie. Jest to również współczesne arabskie słowo i podobnie jak w maltańskim, słowo; جبينة (ġbejna) nadal oznacza „mały ser” lub „serek”. Maltańskie słowa „ġobna” (l. poj.), „ġobon” (l. mn.), „ġbejna”, „gbejniet” wywodzą się z języka sykulo-arabskiego, który został wprowadzony na Maltę w późnym średniowieczu, zanim przekształcił się we współczesny maltański. Samo słowo ġbejna przekazuje jedynie ideę małego serka. Należy dodać inne opisowe terminy, aby zrozumieć o jaki konkretnie produkt chodzi, np. tan-nagħaġ, tal-baqra, tal-mogħoż, tal-ġarra, friska, nixfa, moxxa, t’Għawdex, tal-bżar i inne.
Najwcześniejszym dowodem na wytwarzanie sera na Malcie jest ceramika, która wydaje się być koszykiem na ser (qaleb) znalezionym w Baħriji. Datowano go na tysiąc lat p.n.e. i wykazano, że nadal zawiera ślady białka mleka krowiego. Zapisy w średniowiecznych aktach notarialnych dotyczyły również przekazywania kóz, owiec i bardziej cenionego bydła. Chociaż kóz używano głównie do wytwarzania mleka do picia, a bydło jako zwierząt pociągowych, nic się nie marnowało, a do produkcji sera używano mleka wszystkich gatunków. Legenda pochodząca z oblężenia Mdiny w 1427 roku mówi nawet o tym, jak ludzkie mleko było mieszane z mlekiem innych gatunków do produkcji serków, aby oszukać siły osmańskie.
Maltańskie księgi folklorystyczne napisane przez uznanych folklorystów Antona F. Attarda i Guido Lanfranco opisują wytwarzanie tradycyjnych ġbejniet w XX wieku z mleka owczego, krowiego, koziego lub mieszanego. Attard opisał również różnice kolorystyczne i rozmiarowe między tymi produkowanymi na Malcie i Gozo oraz sposoby wytwarzania. Pasterze na Malcie, którzy mieli więcej kóz na początku XX wieku, robili ġbejniet z mleka koziego, które było bielsze. To wyjaśnia, dlaczego wielu anglojęzycznych tłumaczy podaje ġbejna jako „kozi ser”. Według Attarda ġbejniet na Gozo były głównie wytwarzane z mleka owczego i były mniejsze z żółtym odcieniem. Dodaje też, że mleko owcze i krowie lepiej nadaje się do produkcji ġbejniet niż mleko kozie.

## Rodzaje

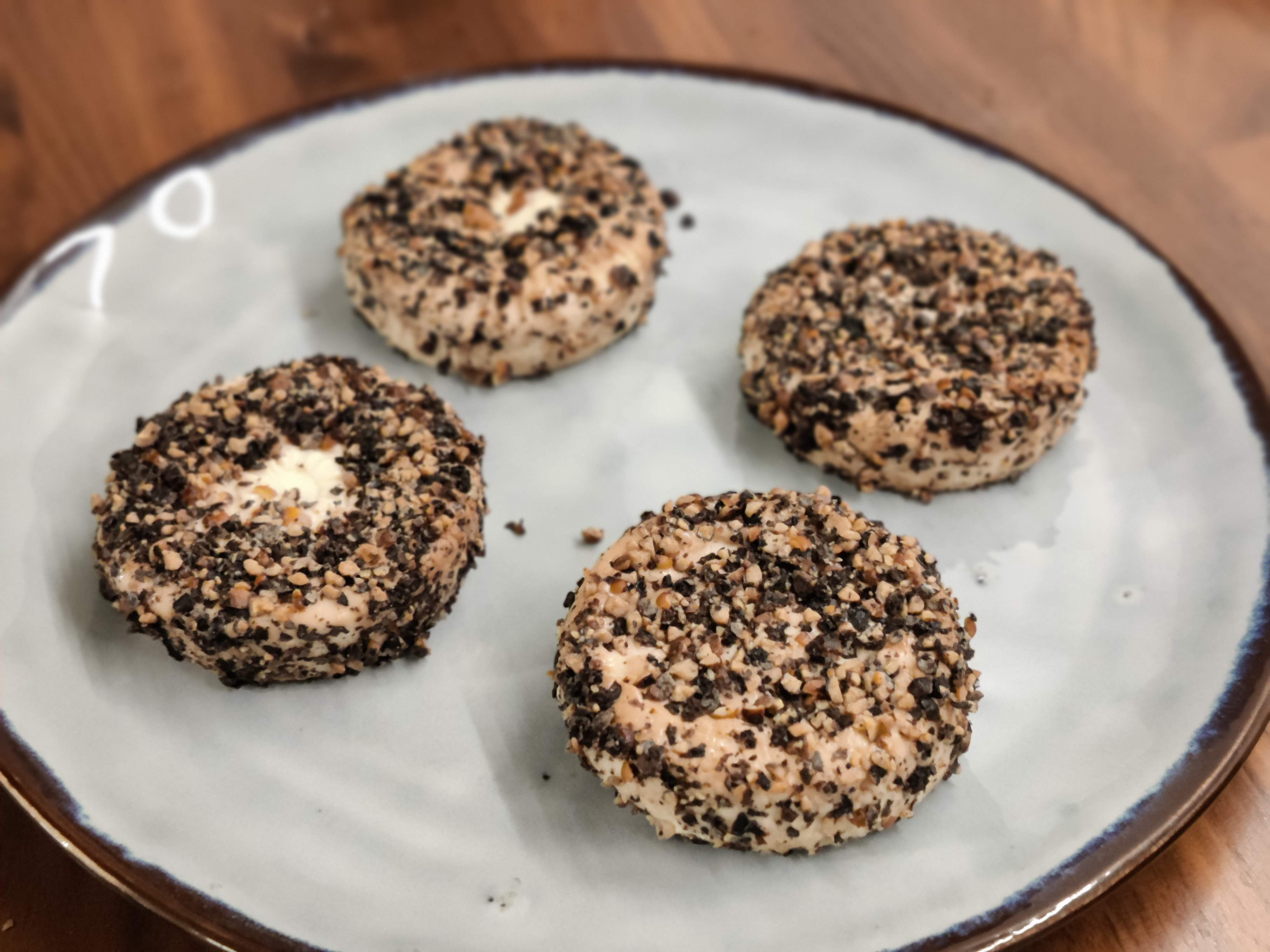
Ġbejna tal-bżar domowego wyrobu

Ġbejniet wytwarzane są w różnych odmianach smakowych. Najpopularniejsze z nich to:
- ġbejna friska – serek świeży to taki, który właśnie został wyprodukowany i pozostawiony do odsączenia. Świeże serki są bardzo miękkie i chwiejne i zwykle są sprzedawane w ciągu pierwszych dwóch lub trzech dni od produkcji. Są powszechnie używane w tradycyjnych zupach, takich jak soppa tal-armla (zupa wdowy), kusksu (zupa z bobu) i stanowią smaczne nadzienie do ravioli i ciast;
- ġbejna maħsula, tas-salmura – serek słony jest świeży, ale został posypany solą;
- ġbejna tan-nagħaġ – serek z mleka owczego;
- ġbejna tal-baqra – serek z mleka krowiego;
- ġbejna tal-mogħoż – serek z mleka koziego;
- ġbejna nixfa – serek wytrawny;
- ġbejna moxxa, ġbejna bajda, ġbejna t’Għawdex – serki suszone na słońcu były tradycyjnie suszone w qanniċ, rodzaju konstrukcji z drewna lub trzciny, którą można było znaleźć wiszące w dobrze wentylowanych pomieszczeniach na dachach, do dziś widocznych na dachach autentycznych wiejskich domów. Sery umieszczano w środku i pozostawiano do wyschnięcia. Dziś qanniċ został zastąpiony przez specjalne suszarki. Serki suszone są twardszym rodzajem serka, któremu można nadać specyficzne smaki za pomocą ziół i pieprzu;
- ġbejna tal-bżar – serek pieprzowy – pieprz, sól i odrobina octu nadają temu serowi specyficznego smaku. Choć bardzo śmierdzące, te stwardniałe serki długo zachowują swoje walory. Kruche w konsystencji, są idealne z chrupiącym chlebem, galletti i półmiskiem innych lokalnych przysmaków.

## Wytwarzanie
Nawet w obrębie wysp maltańskich istniały różne regionalne odmiany ġbejniet, w zależności od gatunku i rasy zwierzęcia mlecznego, paszy zwierzęcia, rodzaju podpuszczki, czasu suszenia, procesu dojrzewania, stosowania octu, oleju, wina i/lub przypraw. Nawet dzisiaj ġbejniet zrobione przez jednego producenta rzadko wszystkie mają taki sam smak i konsystencję.
Domowa produkcja serków to bardzo stare rzemiosło, tak na Malcie, jak i na Gozo. Wszystko zaczyna się od mleka owczego i koziego, a znawcy chałupnictwa często wolą mleko owcze, ponieważ zawiera więcej suchej masy mlecznej. Mleko miesza się z podpuszczką i odstawia na kilka godzin, aż utworzy się twaróg. W tym momencie mikstura jest przenoszona do małych pojemników lub koszyczków zwanych po maltańsku qwieleb. Ser pozostawia się do odsączenia na noc i jest gotowy, gdy serwatka całkowicie się odsączy. Obecnie do odsączania pojedynczych serków używa się bardziej higienicznych plastikowych koszyczków, ale dawniej kosze te były wykonane z suszonej trzciny (qweleb tas simar).

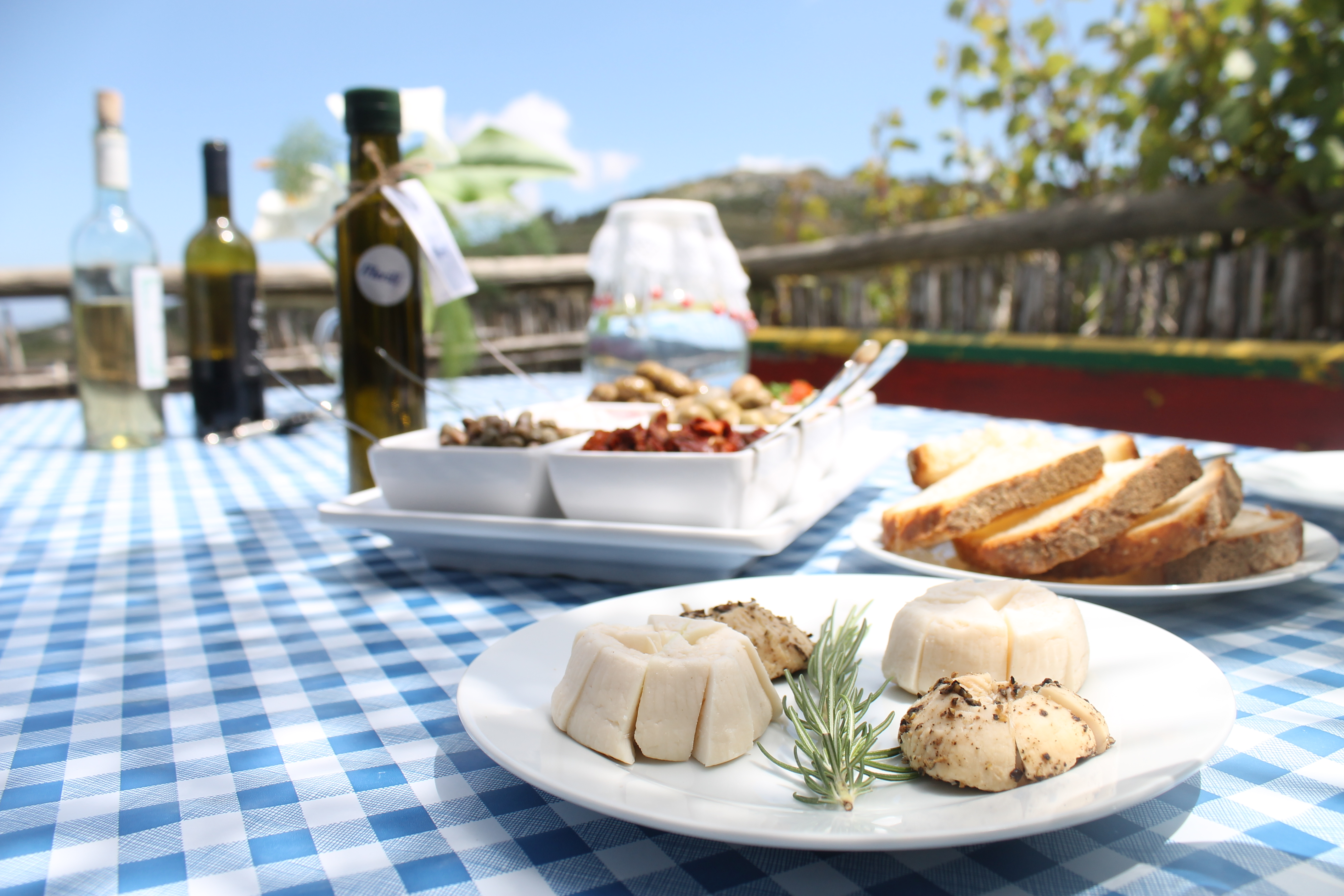
Lokalna uczta na Malcie, z ġbejniet na pierwszym planie

Współcześnie przemysłowy proces wytwarzania ġbejniet trwa krócej: świeżo pozyskane mleko podgrzewa się do temperatury 37 °C, mieszając do uzyskania jednolitej konsystencji. Następnie dodawana jest podpuszczka w celu ścięcia się mleka i uzyskania twarogu. Jest on przenoszony do odstojnika na 30 minut (produktem ubocznym tego etapu jest serwatka), a następnie wyciągany i umieszczany w formach, w których jest ręczne ugniatany (uzyskiwana jest jeszcze pewna ilość serwatki). Po tym etapie formy z serem umieszczane są na pół godziny na tackach ociekowych, a potem schładzane w lodówce do temperatury 7–12 °C. Przy produkcji ġbejna friska formy są przewracane raz lub dwa razy co 2 godziny; na tym etapie czasem jest dodawana sól. Końcowym etapem produkcji jest zapakowanie gotowych serków. Ġbejna friska jest zwykle przetwarzana i sprzedawana w ciągu 24 godzin. Serek można kupić z serwatką lub bez.